# Абатство Лилбос (Ехт)
Абатство Лилбос (на нидерландски: Abdij Lilbosch, известно и като Абатство Ехт, официално наименование Cisterciënser Abdij Lilbosch) е трапистко абатство в гр.Ехт, община Ехт Сюстерен, провинция Лимбург, Югоизточна Нидерландия. Абатството е част от Ордена на цистерцианците на строгото спазване.

## История
Абатството е основано на 16 юни 1883 г. от монаси – траписти от белгийското абатство Ахел. От 1891 г. е приорат, а през 1912 г. придобива статут на абатство.
През 1939 г. абатството разкрива професионално училище, което е закрито по време на Втората световна война от германците и дейността му не е възобновена. По време на Втората световна война, абатът на общността е хвърлен в затвора от Гестапо, а монасите са прогонени, но след края на войната се връщат в манастира и възстановяват монашеския живот. През 1968 г. училището, заедно с 25 хектара земя са продадени за психиатрична клиника.
В края на ХХ век става ясно, че поради намаляване на монашеската общност, абатство Улингшайде (Тегелен) не може да оцелее самостоятелно, поради което през 2002 г. е взето решение монасите да се присъединят към абатство Лилбос.
Днес абатството е действащ католически манастир. Монасите осигуряват препитанието си чрез продукцията на собствена ферма, занимават се със земеделие и животновъдство: обработват земеделски земи с площ над 110 ха., отглеждат прасета, крави и пчели. Извън обработваемите площи, манастирския комплекс заема площ около 30 хектара.

## Трпапистки ликьори
В абатство Лилбос се произвеждат известни трапистки ликьори, които могат да носят логото „Автентичен трапистки продукт“. Билки от цял свят са в основата на тези релаксиращи и ободряващи напитки. Ликьорите се произвеждат по стари рецепти на монасите от абатство Улингшайде (Тегелен). Произвеждат се три марки ликьори: Trappistine, Cordial la Trappe и лечебния Gutamara.